# Yao Lee
Yao Lee Xiu Yun (caratteri cinesi: 姚莉; pinyin: Yáo Xiùyún; Shanghai, 19 luglio 1922 – Hong Kong, 19 luglio 2019) è stata una cantante cinese, sorella di un altro cantante shidaiqu, Yao Min.
Conosciuta anche come Yiu Lei e Miss Hue Lee, negli anni '40 è divenuta una delle Sette grandi star del canto, e la sua carriera è durata dagli anni '30 agli anni '70.

## Biografia
Nata a Shanghai, Yao ha iniziato ad apparire in programmi radiofonici nel 1935, all'età di 13 anni. In quel periodo aveva un contratto con la Pathé Records.
Quando il Partito Comunista Cinese salì al potere nel 1949, la musica popolare iniziò ad essere considerata ideologicamente sospetta, così Yao si trasferì ad Hong Kong nel 1950 per continuare la sua carriera musicale. Nel 1967 smise di cantare a causa della morte di suo fratello, ma nello stesso anno assunse un incarico esecutivo nella sua compagnia discografica. Nel 1970 ricominciò a cantare, e viaggiò a Taiwan per il primo concerto della sua carriera nell'isola. Lì cercò, senza successo, di convincere Teresa Teng a firmare un contratto con la EMI ed entrare così nel mercato di Hong Kong. Si ritirò ufficialmente nel 1975.

## Carriera
Durante gli anni '30 e gli anni '40, lo stile leggero di Yao Lee rappresentava la tipica musica popolare cinese del tempo. Con suo fratello si esibì in quelli che sarebbero diventati alcuni dei classici della musica cinese, come Wishing You Happiness and Prosperity. È famosa per la sua versione del 1940 della canzone Rose, Rose, I Love You, più tardi registrata anche da Frankie Laine negli Stati Uniti con un testo inglese. La stessa versione di Yao Lee fu successivamente pubblicata anche negli Stati Uniti e nel Regno Unito, accreditando l'artista come Miss Hue Lee. Yao era anche chiamata "voce d'argento", soprannome che rimandava anche alla sua collega di Shanghai Zhou Xuan, che a sua volta era la "voce d'oro".
Il modo di cantare di Yao Lee cambiò in seguito al suo trasferimento ad Hong Kong, ed alle influenze occidentali portate nella regione nel periodo della Seconda guerra mondiale. Divenne ammiratrice della cantante statunitense Patti Page, che tentò di emulare abbassando il suo tono di voce ed inserendo alcuni manierismi vocali. Come risultato di ciò, iniziò a venir chiamata "la Patti Page di Hong Kong".
La carriera di Yao fu estremamente prolifica, alla cantante sono stati attribuiti più di 400 dischi.